# Тромболітична терапія
Тромболіти́чна терапі́я (тромболізис) — лікування, яке направлене на розчинення тромбу всередині судини за допомогою лікарських засобів — тромболітиків.

## Тромболітики
- Стрептокіназа
- Альтеплаза (Актилізе)
- Тенектеплаза (Металізе, ТНказа)
- Ретеплаза
- Рекомбінантна урокіназа